# Svanhildr
Svanhild (in norreno Svanhildr) è la bellissima figlia di Sigfrido (Sigurd) e Crimilde (Gudrun) nella leggenda eroica germanica, la cui macabra morte per mano del geloso marito reale Ermanarico è stata raccontata in molte storie del Nord Europa, tra cui l'Edda poetica norrena antica (Hamðismál e Guðrúnarhvöt), l'Edda in prosa e la Völsunga Saga; il poema skaldico Ragnarsdrápa; le Gesta Danorum latino danesi e gli Annali di Quedlinburg latino tedeschi.
Era "la più bella di tutte le donne" ed era sposata con Ermanarico (Jörmunrekkr), re dei Goti. Fu accusata di infedeltà con il figlio del re, Randver e per questo Ermanarico la fece calpestare a morte dai suoi cavalli.
Sua madre fece in modo che i fratellastri Hamdir e Sörli si vendicassero della sua morte, una storia che viene raccontata nell'Hamðismál e nel Guðrúnarhvöt, nella Ragnarsdrápa di Bragi Boddason, nella Völsunga saga e nelle Gesta Danorum.
Giordano scrisse nel 551 d.C. che Ermanarico, re dei Grutungi gotici, si arrabbiò per l'attacco di un re subordinato e fece calpestare la giovane moglie Sunilda (cioè Svanhild) da quattro cavalli. Per vendetta Ermanarico fu trafitto con le lance dai fratelli Ammius (Hamdir) e Sarus (Sörli) e morì per le ferite. Gli Annali di Quedlinburg (fine del X secolo) raccontano che i fratelli Hemidus (Hamdir), Serila (Sörli) e Adaccar (Erp/Odoacre) avevano in risposta tagliato le mani ad Ermanarico.